# NGC 6795
NGC 6795 — тройная звезда в созвездии Орёл.
Этот объект входит в число перечисленных в оригинальной редакции «Нового общего каталога».